# Aloe sempervivoides
Aloe sempervivoides é uma espécie de liliopsida do gênero Aloe, pertencente à família Asphodelaceae.